# Tramlink ruta 4
Tramlink ruta 4 és una ruta proposada, que passaria a ser la quarta ruta de la xarxa de Tramlink al sud de Londres. La ruta seria operada per Tramtrack Croydon i FirstGroup en nom de Transport for London (TfL).